# Trichiusa hirsuta
Trichiusa hirsuta är en skalbaggsart som beskrevs av Thomas Casey 1906. Trichiusa hirsuta ingår i släktet Trichiusa och familjen kortvingar. Inga underarter finns listade i Catalogue of Life.